# Andrzej Szal
Andrzej Szal (ur. 10 stycznia 1942 w Nowym Targu, zm. 4 września 2015 tamże) – polski hokeista, olimpijczyk.
Napastnik reprezentacji Polski oraz Podhala Nowy Targ (1958–1963, 1965–1970) i Legii Warszawa (1963-1965). Sześciokrotny medalista mistrzostw Polski - 3 razy złoty (1964, 1966, 1969) i 3 razy srebrny (1963, 1965, 1970).
W sezonie 1965/1966 był najlepszym strzelcem drużyny nowotarskiej w lidze zdobywając 27 goli
W reprezentacji Polski wystąpił 20 razy zdobywając 3 gole. Uczestnik Igrzysk Olimpijskich w Innsbrucku w 1964 oraz mistrzostw świata w 1966.
Hokeistami zostali także jego synowie Jakub Szal (1970–1994), Robert i wnuk Jakub (ur. 1994, wychowanek MMKS Podhale Nowy Targ).